# Chironomus plumosus
Chironomus plumosus es una especie de quironómido nematócero perteneciente al género Chironomus, categorizada en la tribu Chironomini, de la subfamilia Chironominae. Fue descrita por Carlos Linneo en 1758.
Este ejemplar es válido y aceptado y aparece registrado en una sección de la publicación Systema naturae... Ed. 10, Vol. 1. 824 pp. L. Salvii, Holmiae de 1758 del autor Linnaeus.

## Descripción
Mide aproximadamente 10-13 mm de longitud.

## Distribución
Se distribuye por Suecia, Países Bajos, Reino Unido, Alemania, Finlandia, Hungría, Corea, Japón, Estados Unidos, Canadá, Dinamarca, Francia, Italia, China, Noruega, Montenegro, España, Bélgica y otros países de Europa.